# Huub Rothengatter
Hubertus Rothengatter (Bussum, 8 de outubro de 1954) é um ex-automobilista dos Países Baixos.

## Carreira
Entre 1975 e 1981, Rothengatter disputou corridas de Fórmula Ford 1600, Fórmula 3 (participou das versões italiana, alemã, europeia e britânica) e Fórmula 2 Europeia, onde venceu apenas um GP, em Zolder (temporada de 1980). Ele também participou de 2 provas do Mundial de Endurance da FIA (6 Horas de Silverstone, em 1984, e 24 Horas de Spa-Francorchamps, em 1983).
Na Fórmula 1, estreou no GP do Canadá de 1984, pela equipe Spirit, e não foi classificado no resultado final (chegou 14 voltas atrás de Nelson Piquet, vencedor da corrida). Antes do GP, um jornalista perguntou a Niki Lauda sobre o holandês, e o então bicampeão apelidou o novato de "Rattengott" ("Deus dos ratos", em alemão).
Seu melhor desempenho na temporada foi no GP da Itália, onde terminou em 8º lugar. Em 1985, substitui o veterano Piercarlo Ghinzani na Osella, a partir do GP da Alemanha, chegando ao final em 4 dos 8 GPs em que participou (abandonou outros 3 e não conseguiu vaga no grid em Brands Hatch), tendo um 7º no GP da Austrália como sua melhor posição de chegada na categoria.
Para 1986, Rothengatter assinou com a Zakspeed para ser companheiro do inglês Jonathan Palmer a partir da etapa de San Marino. Em 14 provas, foram 9 abandonos, 2 não-largadas (problemas elétricos em Detroit e acidente com o francês Patrick Tambay no México) e um oitavo lugar na Áustria como melhor posição na temporada. Após a etapa de Adelaide, Rothengatter encerra a carreira de piloto aos 30 anos, mas não abandona o automobilismo, tendo passado a trabalhar como empresário de Jos Verstappen, que passou a ser agenciado por ele em 1991 e desfez a parceria em 2003.

## Links
- Huub Rothengatter - DriverDB (em inglês)